# Stanisława Nikodym
Stanisława Nikodym (z domu Liliental; ur. 2 lipca 1897 zm. 25 marca 1988) – polska matematyczka i artystka. Znana z wyników w teorii continuum. Jako pierwsza kobieta w Polsce uzyskała stopień doktora matematyki (1925).

## Życiorys
Urodziła się w Warszawie jako córka Natana Nuchima Lilientala – współpracownika Banku Zachodniego SA w Warszawie oraz Gitli Reginy Eiger – badaczki i etnografki zwyczajów i kultury żydowskiej. Miała młodszego brata Antoniego (ur. 1908). Uczęszczała do szkoły podstawowej Heleny Skłodowskiej-Szalay, a następnie do warszawskiej siedmioklasowej szkoły żeńskiej Kazimiery Kochanowskiej.
Maturę zdała w 1916 roku i tego samego roku rozpoczęła studia na Wydziale Filozoficznym UW, studiując matematykę u Stefana Mazurkiewicza, Zygmunta Janiszewskiego i Wacława Sierpińskiego.
W latach 1918–1919, przerywając studia, uczyła matematyki na kursach dla żołnierzy w wojsku polskim.
W 1924 roku wyszła za mąż za matematyka Ottona M. Nikodyma. Pod kierunkiem S. Mazurkiewicza uzyskała w 1925 r. stopień naukowy doktora na Uniwersytecie Warszawskim na podstawie pracy O rozcinaniu płaszczyzny przez zbiory spójne i continua.
W czerwcu 1926 roku Otto Nikodym i Stanisława Liliental pobrali się w obrządku rzymskokatolickim. Razem, w dniu 26 czerwca, odebrali swoje dyplomy doktorskie.
W 1926 roku dzięki stypendium rządowemu przez dwa lata studiowała wraz z mężem w Paryżu na Sorbonie. W 1930 po krótkim pobycie w Krakowie osiedli w Warszawie. Początkowo Stanisława została bibliotekarką w Gabinecie Matematycznym TNW kierowanym przez Samuela Dicksteina, a później asystentką prof. Franciszka Lei w Katedrze Matematyki na Politechnice Warszawskiej. Przed wojną opublikowała trzy książki i kilka artykułów.
Jej brat Antoni, chemik i oficer Wojska Polskiego, został zamordowany przez Rosjan w ramach Zbrodni Katyńskiej w 1940 roku.
Podczas niemieckiej okupacji Nikodymowie prowadzili tajne nauczanie matematyki. W Powstaniu Warszawskim stracili majątek oraz niepublikowane prace matematyczne. Po wojnie w 1946 roku wyjechali na kongres matematyków do Belgii, a następnie krótko tam mieszkali. Ostatecznie wyemigrowali do Stanów Zjednoczonych, osiedlając się w Gambier w stanie Ohio. Uczyła tam matematyki w Kenyon College w Gambier w stanie Ohio, gdzie jej mąż był również członkiem wydziału.
W 1974 roku zmarł jej mąż Otto Nikodym. Zaprojektowała jego pomnik nagrobny na cmentarzu w Doylestown w Pensylwanii. Po śmierci męża w 1974 roku przekazała swoje dokumenty i obrazy Centrum Historii Amerykańskiej Briscoe na Uniwersytecie Teksasu w Austin. Następnie wróciła do Warszawy, gdzie zmarła w 1988 roku. Została pochowana na cmentarzu parafialnym w Tykocinie, w woj. białostockim.

## Dorobek naukowy
Prowadziła prace badawcze w obszarze teorii continuum. Jest autorką kilku podręczników z zakresu wiedzy matematycznej.

## Dorobek artystyczny
Jako studentka Stanisława Liliental brała udział w plenerach malarskich w Sandomierzu. Od 1922 roku malowała w technice akwareli pejzaże miejskie. Swoje prace prezentowała na wystawie w 1933 roku. Akwarele przekazała Muzeum Okręgowemu w Sandomierzu, w którego zbiorach znajdują się do dziś. Pisała również wiersze i sztuki teatralne.
W 2021 roku odbyła się wirtualna wystawa 180 prac artystki (akwarele, rysunki i szkice węglem oraz prace w technice mieszanej) w bibliotece Polskiego Instytutu Naukowego w Ameryce.

## Archiwum
W amerykańskim archiwum PIASA (The Polish Institute of Arts and Sciences of America) znajduje się wiele dokumentów prywatnych, korespondencja, kopie artykułów naukowych, kolekcje pocztówek i fotografii, katalogów wystaw malarstwa, wiersze, Notatki do artykułów, esejów i opowiadań dla dzieci.

## Wybrane prace naukowe
- 1925 Stanisława Nikodym O rozcinaniu płaszczyzny przez zbiory spójne i kontinua (Sur les coupures du plan faites par les ensembles connexes et les continus) Fundamenta Mathematicae 7 : 15–23
- 1928 Sur une condition nécessaire et suffisante pour qu’un sous-continu jordanien et plan soit lui-même jordanien Volume 12 / 1928, ibidem 12 (1928), s. 160–187
- 1928 Sur quelques propriétés des ensembles partout localement connexes, ibidem 12 (1928), s. 240–243
- 1928 Komunikat z dziedziny topologii, Atti del Congr. Intern, dei Matem. Bologna 1928
- 1930 Stanisława Nikodym, Sur la décomposition du cercle ouvert en arcs simples ouverts, „Fundamenta Mathematicae”, 15, 1930, s. 263–270, DOI: 10.4064/fm-15-1-263-270, ISSN 0016-2736 [dostęp 2023-03-24] (ang.).
- 1930 Sur la décomposition du cercle ouvert en arcs simples ouverts, II, ibidem 16 (1930), s. 7–16
- 1935 Une propriete topologiąue de la surface partout localement homeomorphe au plan euclidien, Mathematica Cluj 9 (1935), s. 103–109
- 1954 (z O. Nikodymem) Sur Textension des corps algebriąues abstraits par un procede generalise de Cantor, Rendiconti dell’Accademia Nazionale dei Lincei (Classe di Scienze Fisiche, Matematiche e Naturali) 17 (1954), s. 334-339[11]
- 1957 Otton Martin Nikodým, Stanislawa Nikodým, Some theorems on divisibility of infinite cardinals, „Archiv der Mathematik”, 8 (2), 1957, s. 96–103, DOI: 10.1007/BF01900432, ISSN 0003-889X [dostęp 2023-03-24] (ang.).

## Galeria prac artystycznych
- Nikodym – PIASA Art Gallery [online] [dostęp 2023-03-24] (pol.).

## Podręczniki
- 1936 Wybrane zadania z analizy matematycznej, 277 str., I wyd. Koło Chemików Studentów Polit. Warsz., Warszawa 1936; II wyd. Księgarnia Lingwistyczna, Kraków 1946.
- 1936 Stanisława Nikodym, Otto Nikodym Wstęp do rachunku różniczkowego, 62 str., I wyd. Nasza Księgarnia, Warszawa 1936; II wyd. Księgarnia W. Wilaka, Poznań 1947
- 1948 Wzory i krótkie repetitorium matematyki, 65 str., Księgarnia W. Wilaka, Poznań 1948